# Hexafluoreto de selênio
O hexafluoreto de selênio é o composto inorgânico com a fórmula SeF6 . É um gás incolor muito tóxico descrito como tendo um "odor repulsivo". Não é amplamente encontrado e não possui aplicações comerciais.

## Estrutura, preparação e reações
Como muitos compostos de selênio, o SeF6 é hipervalente. O composto possui geometria molecular octaédrica com um comprimento de ligação Se−F de 168,8 pm.
O SeF6 pode ser preparado a partir dos elementos ou pela reação do trifluoreto de bromo (BrF3) com dióxido de selênio. O produto bruto é purificado por sublimação.
A reatividade relativa dos hexafluoretos de S, Se e Te segue a ordem TeF6 > SeF6 > SF6, sendo este último completamente inerte à hidrólise até altas temperaturas. O SeF6 também é resiste à hidrólise. O gás pode ser passado através de NaOH ou KOH a 10% sem alteração, mas reage com amônia gasosa a 200 °C.

## Segurança
Embora o hexafluoreto de selênio seja bastante inerte e demore a hidrolisar, é tóxico mesmo em baixas concentrações, principalmente por uma exposição mais longa. Nos EUA, os padrões da OSHA e da ACGIH para exposição ao hexafluoreto de selênio são de um limite superior de em média 0,05 ppm no ar em um turno de trabalho de oito horas. Além disso, o hexafluoreto de selênio é designado como produto químico IDLH com um limite máximo de exposição permitido de 2 ppm.